# 서피스 웹
서피스 웹(Surface Web), 비저블 웹(Visible Web), 인덱스드 웹(Indexed Web), 인덱서블 웹(Indexable Web) 또는 라이트넷(Lightnet)은 일반 대중이 쉽게 이용할 수 있고 표준 웹 검색 엔진으로 검색할 수 있는 월드 와이드 웹의 일부이다. 웹 검색 엔진에 의해 색인되지 않는 웹의 일부인 심층 웹(Deep Web)과는 반대이다. 서피스 웹은 인터넷 정보의 10%에 불과하다. 서피스 웹은 모든 검색 엔진에서 접근할 수 있는 서버에 공개된 웹 페이지 모음으로 구성된다.
한 자료에 따르면, 2015년 6월 14일 기준 구글의 서피스 웹 색인에는 약 148억 개의 페이지가 포함되어 있다.

## 같이 보기
- 클리어넷